# Ceferino Nieto
Ceferino Nieto (Pesé, Herrera; 26 de agosto de 1937-Chitré, 13 de agosto de 2023) fue un acordeonista, violinista y compositor panameño del género típico regional. Era apodado como «El Titán de las Américas».

## Biografía
Nació en Pesé, Provincia de Herrera en 1937. A Ceferino le gustaba la música por su padre Juan José quien lo inspiró desde pequeño.
Inició su carrera artística con el violín, ya que en aquellos tiempos era el instrumento de la música panameña. Su primera oportunidad la recibió en La Cocobola una comunidad cerca de Las Tablas. Su primer grupo profesional se fundó en 1953, con el que grabó su primer disco Mi lindo vigía, seguido por Para un rancho y se la lleva, luego por Tu vida y la mía. Siendo su primer éxito Mi linda saloma por Ana María Cedeño.
Esthercita Nieto ha acompañado a su hermano Ceferino en parte de su larga trayectoria. Ha representado a Panamá en diferentes lugares del mundo como Hong Kong, Miami, San Andrés y Nicaragua. Ceferino Nieto también viajó al Mundial de Béisbol de Nicaragua en 1972; y a Barranquilla, Colombia, donde fue galardonado como «El acordeonista internacional».
Estuvo unido por más de 54 años con Nilsa Centella, con quien tuvo dos hijos, Kiko y Cristian, también músicos.
Falleció la madrugada del 13 de agosto de 2023, informaron familiares, en el hospital integrado El Vigia en Chitré, donde fue llevado la tarde del 12 de agosto, para recibir atención médica. Su esposa falleció dos meses después.

## Discografía (grandes éxitos)
- Adonay
- Amanecer en el campo
- Descarga
- La palomita
- Ratón yeyé
- Abre tu puerta Paloma

## Álbumes
- Ceferino
- En Slasa! (1972, Release 1973)
- Triunfa otra vez... (1982)
- A...escondidas (1983)
- El retorno del Titan (1990)

## Discos sencillos
- Caballo viejo
- Tengo una novia
- Si la vida se me acaba (1990)
- "Pesé, mi pueblo querido" y "La Conchita" (1985)
- "Se fueron lo gringos" y "Karis 1era" (1985)
- "No llores Juan" y "La mula Rusia" (1973)